# The Death of Klinghoffer
Airs
The Death of Klinghoffer est un opéra en deux actes de John Adams sur un livret d'Alice Goodman. Il a été créé le 19 mars 1991 à La Monnaie à Bruxelles par l'Orchestre et le Chœur de La Monnaie sous la direction de Kent Nagano.

## Historique

### Composition et création
Composé entre 1990 et 1991, The Death of Klinghoffer est un opéra basé sur l'histoire réelle de la prise d'otage des passagers du navire de croisière l'Achille Lauro en octobre 1985 qui a abouti à l'assassinat de Leon Klinghoffer, un retraité juif-américain, par les terroristes du Front de libération de la Palestine le 8 octobre 1985. Le livret de l'œuvre est de la poétesse américaine Alice Goodman qui avait déjà collaboré avec le compositeur pour son précédent opéra Nixon in China (1987).
L'opéra a été commandé par la Brooklyn Academy of Music de New York, La Monnaie de Bruxelles, le Festival de Glyndebourne, le Los Angeles Festival et l'opéra de Lyon. Il a été créé le 19 mars 1991 à La Monnaie à Bruxelles par l'Orchestre et le Chœur de La Monnaie sous la direction de Kent Nagano dans une mise en scène de Peter Sellars et avec une chorégraphie de Mark Morris.

### Représentation de 2014 au Metropolitan Opera
Sa représentation au Metropolitan Opera de New York à l'automne 2014 a suscité de vives réactions – notamment de l'ancien maire de la ville Rudy Giuliani qui s'est exprimé dans une lettre ouverte – et a provoqué des manifestations contre les prises de positions de l'œuvre considérées comme pro-palestiniennes et ce qui a été perçu comme un manque de respect vis-à-vis du personnage central de l'opéra,. L'œuvre avait déjà provoqué l'indignation d'une partie de la communauté juive en 1991 qui regrettait que l'auteur « donne la parole aux meurtriers. »
Face à ces protestations, le directeur du Metropolitan Opera, Peter Gelb (en), défend ce choix de programmation pour ce qu'il considère être « l'œuvre contemporaine la plus forte de ces 25 dernières années » et un opéra qui « n'est ni antisémite ni une glorification du terrorisme », ce que conteste l'Organisation sioniste d'Amérique,.

## Scènes

### Prologue
1. Chorus of Exiled Palestinians
2. Chorus of Exiled Jews

### Acte I
1. Scène 1 : It Was Just After One Fifteen
2. Scène 1 : My Grandson Didi, Who Was Two
3. Scène 1 : Give These Orders
4. Scène 1 : So I Said to My Grandson
5. Scène 1 : We Are Sorry for You
6. Scène 1 : Ocean Chorus
7. Scène 2 : Now It Is Night
8. Scène 2 : I Think If You Could Talk Like This
9. Scène 2 : I Have Often Reflected That This Is No Ship
10. Scène 2 : I Kept My Distance
11. Scène 2 : Those Birds Flying Above Us
12. Scène 2 : Night Chorus

### Acte II
1. Hagar Chorus
2. Scène 1 : Come Here, Look
3. Scène 1 : I've Never Been a Violent Man
4. Scène 1 : You Are Always Complaining of Your Suffering
5. Scène 1 : I Must Have Been Hysterical
6. Scène 1 : It Is As If Our Earthly Life Were Spent Miserably
7. Scène 1 : Desert Chorus
8. Scène 2 : My One Consolation
9. Scène 2 : Klinghoffer's Death
10. Scène 2 : Every Fifteen Minutes, One More Will Be Shot
11. Scène 2 : Aria of the Falling Body (Gymnopédie)
12. Scène 2 : Day Chorus
13. Scène 3 : Mrs Klinghoffer, Please Sit Down
14. Scène 3 : You Embraced Them!

## Distribution à la création
La distribution à la création en 1991 est la suivante :
| Rôles                           | Type de voix  | Artiste            |
| ------------------------------- | ------------- | ------------------ |
| Le capitaine de l'Achille Lauro | Baryton       | James Maddalena    |
| Le premier officier             | Baryton basse | Thomas Hammons     |
| « Rambo », un terroriste        | Baryton basse | Thomas Hammons     |
| La grand-mère suisse            | Mezzo-soprano | Janice Felty       |
| La femme autrichienne           | Mezzo-soprano | Janice Felty       |
| La jeune danseuse anglaise      | Mezzo-soprano | Janice Felty       |
| Molqi, un terroriste            | Ténor         | Thomas Young       |
| Mamoud, un terroriste           | Baryton       | Eugene Perry       |
| Leon Klinghoffer                | Baryton       | Sanford Sylvan     |
| Omar, un terroriste             | Mezzo-soprano | Stephanie Friedman |
| Marilyn Klinghoffer             | Contralto     | Sheila Nader       |

## Discographie
- The Death of Klinghoffer par Kent Nagano dirigeant le chœur de l'opéra de Londres et l'orchestre de l'opéra de Lyon avec Sanford Sylvan (baryton) et Thomas Hampson (basse), chez Nonesuch Records (1992)